# Three Mesquiteers

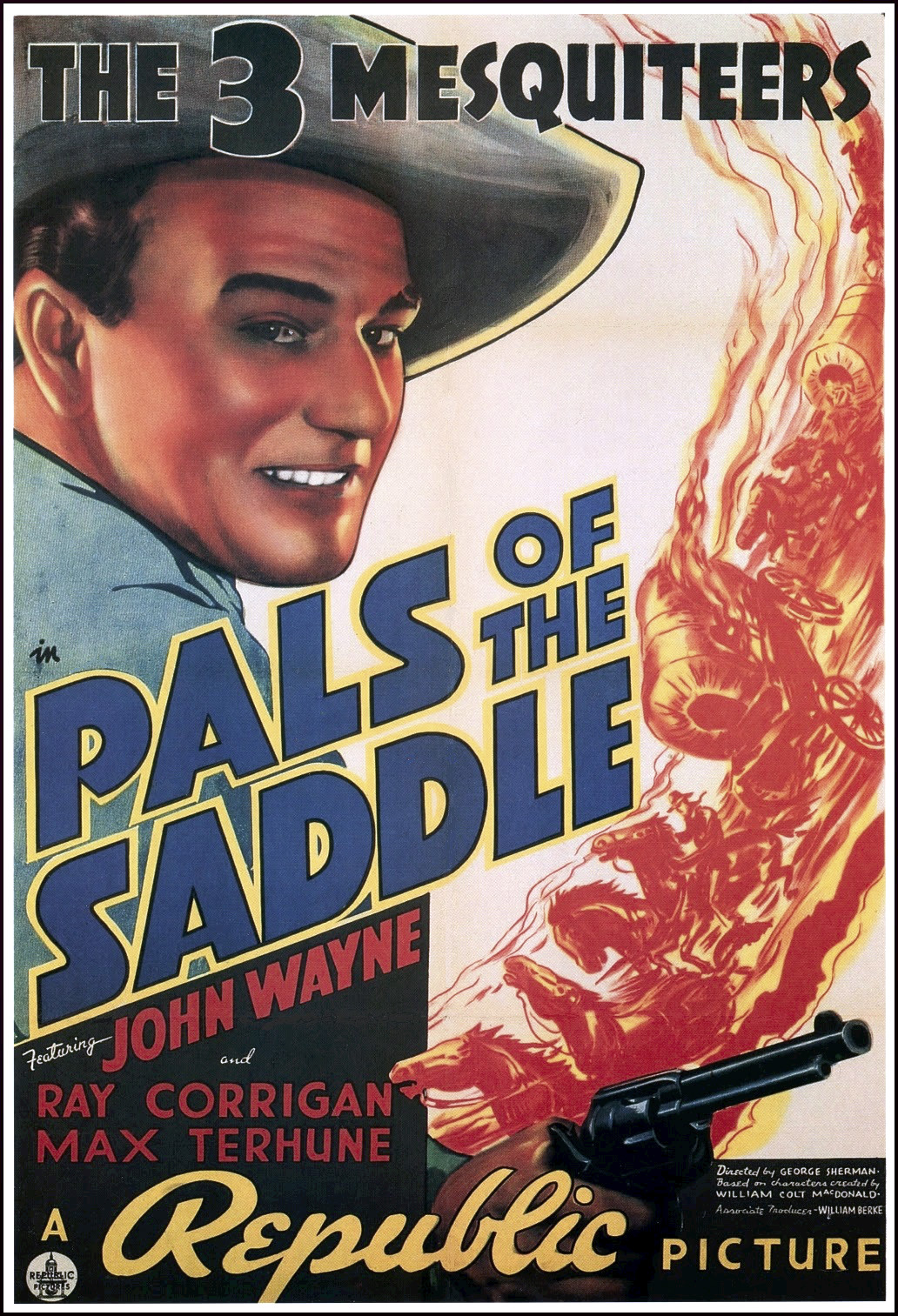
Locandina del film Pals of the Saddle del 1938 con John Wayne.

I Three Mesquiteers sono tre cowboy fittizi protagonisti di una serie di 51 film western a basso costo prodotti negli Stati Uniti, basati sui racconti di William Colt MacDonald e realizzati tra il 1936 e il 1943. John Wayne partecipò ad otto di questi film.
Il nome è un gioco di parole tra "mesquite" (pianta leguminosa diffusa negli Stati Uniti meridionali e nel Messico settentrionale) e "Three Musketeers", e ogni film presenta un trio di attori. La serie di romanzi western era cominciata con Law of the.45's nel 1933.
La serie, prodotta dalla Republic Pictures, mescola il periodo tradizionale western con elementi più moderni, che non erano sconosciuti ad altri film e serie televisive western dell'epoca. Verso la fine della serie, durante la seconda guerra mondiale, il trio di cowboy si opponeva ai nazisti.
La serie risultò all'epoca della prima distribuzione estremamente popolare. Dal 1937 fino alla fine della serie nel 1943, il Motion Picture Herald classificò costantemente la serie nella sua top ten; la serie raggiunse un 5º posto nel 1938, quando John Wayne ne fu il protagonista.
Il successo portò molti altri studi cinematografici alla realizzazioni di serie simili. La prima fu quella dei Range Busters (1940-1943), prodotta dalla Monogram Pictures e interpretata da Ray "Crash" Corrigan. La Monogram produsse anche le serie di The Rough Riders (1941-42) e The Trail Blazers (1943-44). La Producers Releasing Corporation (PRC) produsse due serie simili, The Texas Rangers (1942-1945) e The Frontier Marshals (1942).

## IMesquiteers
Il cast varia di film in film, ma si concentra principalmente su tre cowboy che richiamano, per il loro eroismo, alle figure dei tre moschettieri. I membri di questo trio nel corso della serie sono stati:
- Ray "Crash" Corrigan nel ruolo di Tucson Smith (24 film)
- Rufe Davis nel ruolo di Lullaby Joslin (14 film)
- Jimmie Dodd nel ruolo di Lullaby Joslin (6 film)
- Bob Livingston nel ruolo di Stony Brooke (29 film)
- Raymond Hatton nel ruolo di Rusty Joslin (9 film)
- Duncan Renaldo nel ruolo di Rico Rinaldo (7 film)
- Syd Saylor nel ruolo di Lullaby Joslin (1 film)
- Bob Steele nel ruolo di Tucson Smith (20 film)
- Max Terhune nel ruolo di Lullaby Joslin (21 film)
- Tom Tyler nel ruolo di Stony Brooke (13 film)
- John Wayne nel ruolo di Stony Brooke (8 film)
- Ralph Byrd nel ruolo di Larry Smith (un film, sostituì Livingston, feritosi durante alcune riprese, in The Trigger Trio)

Alcuni attori in ruoli di supporti includono:
- Yakima Canutt
- Hoot Gibson
- Tom London
- Roy Rogers

## I film
| Anno | Titolo                               | Attori                                       | Attori                        | Attori                        |
| 1936 | 1. The Three Mesquiteers             | Robert Livingston (Stony Brooke)             | Ray Corrigan (Tucson Smith)   | Syd Saylor (Lullaby Joslin)   |
| 1936 | 2. Ghost-Town Gold                   | Robert Livingston (Stony Brooke)             | Ray Corrigan (Tucson Smith)   | Max Terhune (Lullaby Joslin)  |
| 1936 | 3. Roarin' Lead                      | Robert Livingston (Stony Brooke)             | Ray Corrigan (Tucson Smith)   | Max Terhune (Lullaby Joslin)  |
| 1937 | 4. The Riders of the Whistling Skull | Robert Livingston (Stony Brooke)             | Ray Corrigan (Tucson Smith)   | Max Terhune (Lullaby Joslin)  |
| 1937 | 5. Hit the Saddle                    | Robert Livingston (Stony Brooke)             | Ray Corrigan (Tucson Smith)   | Max Terhune (Lullaby Joslin)  |
| 1937 | 6. Gunsmoke Ranch                    | Robert Livingston (Stony Brooke)             | Ray Corrigan (Tucson Smith)   | Max Terhune (Lullaby Joslin)  |
| 1937 | 7. Come on, Cowboys                  | Robert Livingston (Stony Brooke)             | Ray Corrigan (Tucson Smith)   | Max Terhune (Lullaby Joslin)  |
| 1937 | 8. Range Defenders                   | Robert Livingston (Stony Brooke)             | Ray Corrigan (Tucson Smith)   | Max Terhune (Lullaby Joslin)  |
| 1937 | 9. Heart of the Rockies              | Robert Livingston (Stony Brooke)             | Ray Corrigan (Tucson Smith)   | Max Terhune (Lullaby Joslin)  |
| 1937 | 10. The Trigger Trio                 | Ralph Byrd (Larry Smith, fratello di Tucson) | Ray Corrigan (Tucson Smith)   | Max Terhune (Lullaby Joslin)  |
| 1937 | 11. Wild Horse Rodeo                 | Robert Livingston (Stony Brooke)             | Ray Corrigan (Tucson Smith)   | Max Terhune (Lullaby Joslin)  |
| 1938 | 12. The Purple Vigilantes            | Robert Livingston (Stony Brooke)             | Ray Corrigan (Tucson Smith)   | Max Terhune (Lullaby Joslin)  |
| 1938 | 13. Call the Mesquiteers             | Robert Livingston (Stony Brooke)             | Ray Corrigan (Tucson Smith)   | Max Terhune (Lullaby Joslin)  |
| 1938 | 14. Outlaws of Sonora                | Robert Livingston (Stony Brooke)             | Ray Corrigan (Tucson Smith)   | Max Terhune (Lullaby Joslin)  |
| 1938 | 15. Riders of the Black Hills        | Robert Livingston (Stony Brooke)             | Ray Corrigan (Tucson Smith)   | Max Terhune (Lullaby Joslin)  |
| 1938 | 16. Heroes of the Hills              | Robert Livingston (Stony Brooke)             | Ray Corrigan (Tucson Smith)   | Max Terhune (Lullaby Joslin)  |
| 1938 | 17. Pals of the Saddle               | John Wayne (Stony Brooke)                    | Ray Corrigan (Tucson Smith)   | Max Terhune (Lullaby Joslin)  |
| 1938 | 18. Overland Stage Raiders           | John Wayne (Stony Brooke)                    | Ray Corrigan (Tucson Smith)   | Max Terhune (Lullaby Joslin)  |
| 1938 | 19. Santa Fe Stampede                | John Wayne (Stony Brooke)                    | Ray Corrigan (Tucson Smith)   | Max Terhune (Lullaby Joslin)  |
| 1938 | 20. Red River Range                  | John Wayne (Stony Brooke)                    | Ray Corrigan (Tucson Smith)   | Max Terhune (Lullaby Joslin)  |
| 1939 | 21. The Night Riders                 | John Wayne (Stony Brooke)                    | Ray Corrigan (Tucson Smith)   | Max Terhune (Lullaby Joslin)  |
| 1939 | 22. Three Texas Steers               | John Wayne (Stony Brooke)                    | Ray Corrigan (Tucson Smith)   | Max Terhune (Lullaby Joslin)  |
| 1939 | 23. Wyoming Outlaw                   | John Wayne (Stony Brooke)                    | Ray Corrigan (Tucson Smith)   | Raymond Hatton (Rusty Joslin) |
| 1939 | 24. Nuove frontiere                  | John Wayne (Stony Brooke)                    | Ray Corrigan (Tucson Smith)   | Raymond Hatton (Rusty Joslin) |
| 1939 | 25. The Kansas Terrors               | Robert Livingston (Stony Brooke)             | Duncan Renaldo (Rico Renaldo) | Raymond Hatton (Rusty Joslin) |
| 1939 | 26. Cowboys from Texas               | Robert Livingston (Stony Brooke)             | Duncan Renaldo (Rico Renaldo) | Raymond Hatton (Rusty Joslin) |
| 1940 | 27. Heroes of the Saddle             | Robert Livingston (Stony Brooke)             | Duncan Renaldo (Rico Renaldo) | Raymond Hatton (Rusty Joslin) |
| 1940 | 28. Pioneers of the West             | Robert Livingston (Stony Brooke)             | Duncan Renaldo (Rico Renaldo) | Raymond Hatton (Rusty Joslin) |
| 1940 | 29. Covered Wagon Days               | Robert Livingston (Stony Brooke)             | Duncan Renaldo (Rico Renaldo) | Raymond Hatton (Rusty Joslin) |
| 1940 | 30. Rocky Mountain Rangers           | Robert Livingston (Stony Brooke)             | Duncan Renaldo (Rico Renaldo) | Raymond Hatton (Rusty Joslin) |
| 1940 | 31. Oklahoma Renegades               | Robert Livingston (Stony Brooke)             | Duncan Renaldo (Rico Renaldo) | Raymond Hatton (Rusty Joslin) |
| 1940 | 32. Under Texas Skies                | Robert Livingston (Stony Brooke)             | Bob Steele (Tucson Smith)     | Rufe Davis (Lullaby Joslin)   |
| 1940 | 33. The Trail Blazers                | Robert Livingston (Stony Brooke)             | Bob Steele (Tucson Smith)     | Rufe Davis (Lullaby Joslin)   |
| 1940 | 34. Lone Star Raiders                | Robert Livingston (Stony Brooke)             | Bob Steele (Tucson Smith)     | Rufe Davis (Lullaby Joslin)   |
| 1941 | 35. Prairie Pioneers                 | Robert Livingston (Stony Brooke)             | Bob Steele (Tucson Smith)     | Rufe Davis (Lullaby Joslin)   |
| 1941 | 36. Pals of the Pecos                | Robert Livingston (Stony Brooke)             | Bob Steele (Tucson Smith)     | Rufe Davis (Lullaby Joslin)   |
| 1941 | 37. Saddlemates                      | Robert Livingston (Stony Brooke)             | Bob Steele (Tucson Smith)     | Rufe Davis (Lullaby Joslin)   |
| 1941 | 38. Gangs of Sonora                  | Robert Livingston (Stony Brooke)             | Bob Steele (Tucson Smith)     | Rufe Davis (Lullaby Joslin)   |
| 1941 | 39. Outlaws of Cherokee Trail        | Tom Tyler (Stony Brooke)                     | Bob Steele (Tucson Smith)     | Rufe Davis (Lullaby Joslin)   |
| 1941 | 40. Gauchos of El Dorado             | Tom Tyler (Stony Brooke)                     | Bob Steele (Tucson Smith)     | Rufe Davis (Lullaby Joslin)   |
| 1941 | 41. West of Cimarron                 | Tom Tyler (Stony Brooke)                     | Bob Steele (Tucson Smith)     | Rufe Davis (Lullaby Joslin)   |
| 1942 | 42. Code of the Outlaw               | Tom Tyler (Stony Brooke)                     | Bob Steele (Tucson Smith)     | Rufe Davis (Lullaby Joslin)   |
| 1942 | 43. Raiders of the Range             | Tom Tyler (Stony Brooke)                     | Bob Steele (Tucson Smith)     | Rufe Davis (Lullaby Joslin)   |
| 1942 | 44. Westward Ho                      | Tom Tyler (Stony Brooke)                     | Bob Steele (Tucson Smith)     | Rufe Davis (Lullaby Joslin)   |
| 1942 | 45. The Phantom Plainsmen            | Tom Tyler (Stony Brooke)                     | Bob Steele (Tucson Smith)     | Rufe Davis (Lullaby Joslin)   |
| 1942 | 46. Shadows on the Sage              | Tom Tyler (Stony Brooke)                     | Bob Steele (Tucson Smith)     | Jimmie Dodd (Lullaby Joslin)  |
| 1942 | 47. Valley of Hunted Men             | Tom Tyler (Stony Brooke)                     | Bob Steele (Tucson Smith)     | Jimmie Dodd (Lullaby Joslin)  |
| 1943 | 48. Thundering Trails                | Tom Tyler (Stony Brooke)                     | Bob Steele (Tucson Smith)     | Jimmie Dodd (Lullaby Joslin)  |
| 1943 | 49. The Blocked Trail                | Tom Tyler (Stony Brooke)                     | Bob Steele (Tucson Smith)     | Jimmie Dodd (Lullaby Joslin)  |
| 1943 | 50. Santa Fe Scouts                  | Tom Tyler (Stony Brooke)                     | Bob Steele (Tucson Smith)     | Jimmie Dodd (Lullaby Joslin)  |
| 1943 | 51. Riders of the Rio Grande         | Tom Tyler (Stony Brooke)                     | Bob Steele (Tucson Smith)     | Jimmie Dodd (Lullaby Joslin)  |